# Litterio Paladino

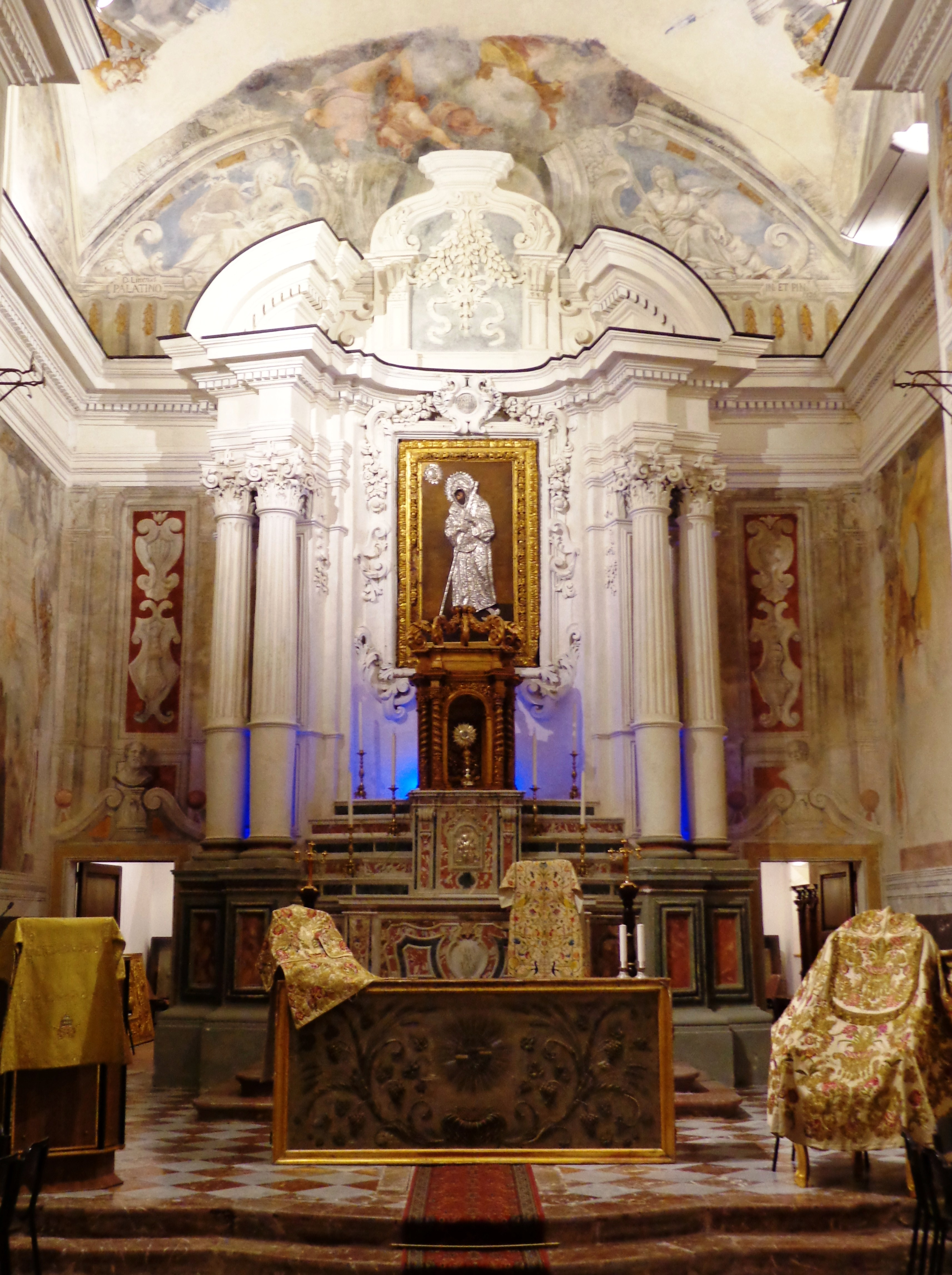
Affreschi chiesa di San Francesco di Paola, San Pier Niceto.

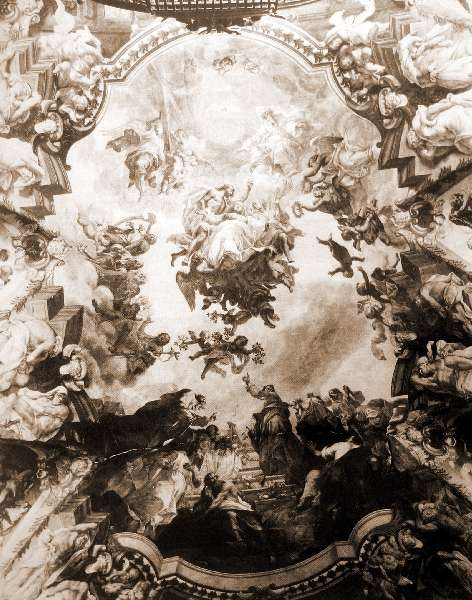
Ciclo, affreschi, chiesa di Montevergine di Messina.

Litterio Paladino (Messina, 1691 – 1743) è stato un incisore e pittore italiano.

## Biografia
Litterio Paladino o Paladini o Palladino, pittore e incisore di stile barocco, affrescò nel 1725 la chiesa di San Francesco di Paola a San Pier Niceto e a Melilli lasciò i Santi Giovanni e Giacomo.
Morì vittima dell'epidemia di peste che sconvolse Messina nel 1743. Suo nipote Giuseppe Paladino (Messina, 1721 – Messina, 3 gennaio 1794) è stato pittore.

## Opere

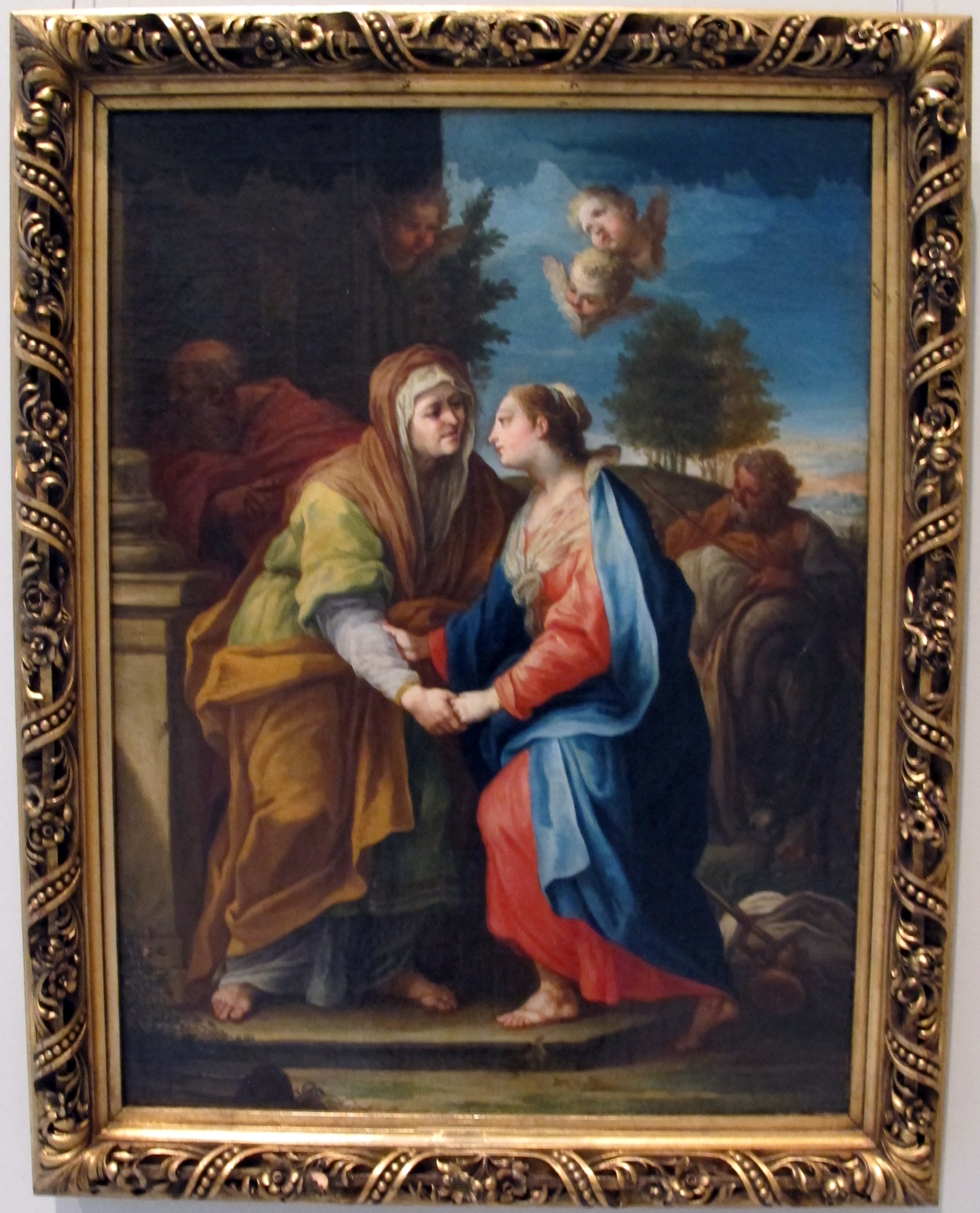
Litterio Paladini (il paladino), Visitazione.

### Messina e provincia
- 1732, Ciclo, quadroni, opere presenti nella chiesa del Santissimo Rosario di Castanea delle Furie.[1][2]
- XVIII secolo, Invenzione della Croce, ciclo affreschi, opere documentate nella chiesa di Sant'Elena di Messina.[3][4]
- XVIII secolo, Martirio di San Biagio, ciclo affreschi, opere documentate nella chiesa di San Biagio di Messina.[3][4]
- XVIII secolo, Vergine con San Girolamo, dipinto, opera documentata nella chiesa di San Biagio di Messina.[2][3]
- XVIII secolo, Ciclo, affreschi, opere documentate nella tribuna della chiesa dei Santi Costantino e Elena dei Greci di Messina.[5]
- XVIII secolo, Ciclo, affreschi, opere documentate nell'Oratorio della Pace di Messina.[4]
- XVIII secolo, Nascita di Santa Barbara, olio su tela, opera documentata nella chiesa di Santa Barbara di Messina.[2][6]
- XVIII secolo, Martirio di Santa Barbara, olio su tela, opera documentata nella chiesa di Santa Barbara di Messina.[2][6]
- XVIII secolo, Ciclo, affreschi, opere documentate nella chiesa di Santa Barbara di Messina.[4][6]
- XVIII secolo, Natività di Cristo, dipinto, opera documentata nella chiesa di Santa Barbara di Messina.[6]
- XVIII secolo, Concezione, dipinto, opera documentata nella chiesa di Montevergine di Messina.[2]
- XVIII secolo, Madonna della Sacra Lettera, dipinto, opera documentata nella chiesa di Montevergine di Messina.[2]
- 1736, Ciclo, affreschi, opere documentate nella chiesa di Montevergine di Messina.[7]
- XVIII secolo, Ciclo, affreschi, opere documentate nella chiesa di San Francesco di Paola di Messina.[2]
- XVIII secolo, Incoronazione della Vergine, dipinto, opera documentata nella chiesa di san Francesco di Paola di Messina.[2]
- XVIII secolo, Incoronazione della Vergine, affreschi, opere documentate nel cappellone della chiesa del Santissimo Rosario di Messina.[2]
- XVIII secolo, Ciclo, affreschi, opere documentate nella tribuna della chiesa di San Nicola di Bari di Zafferia.[2]
- XVIII secolo, San Sebastiano, dipinto, opera custodita nella chiesa di San Nicola di Bari di Zafferia.
- 1729, Martirio di Santo Stefano, dipinto, opera custodita nel duomo di Santo Stefano di Milazzo.
- XVIII secolo, San Francesco di Paola e la guarigione del bambino dal volto deforme, olio su tela, opera custodita nel santuario di San Francesco di Paola di Milazzo.
- XVIII secolo, Liberazione di un innocente, olio su tela, opera custodita nel santuario di San Francesco di Paola di Milazzo.
- XVIII secolo, Ingresso solenne di San Francesco di Paola a Milazzo, olio su tela, opera custodita nel santuario di San Francesco di Paola di Milazzo.
- 1726, Ciclo, affreschi, opere autografe sul cornicione presenti nella chiesa di San Francesco di Paola di San Pier Niceto.[2]
- 1729, Beata Eustochia, incisione.[2]
- 1721, Bambino raffigurato con San Benedetto ed angeli, incisione.[2]

### Siracusa e provincia
- 1740, Santi Filippo e Giacomo Apostoli, dipinto su tela, opera custodita nella cappella eponima della basilica di San Sebastiano di Melilli.

## Galleria d'immagini

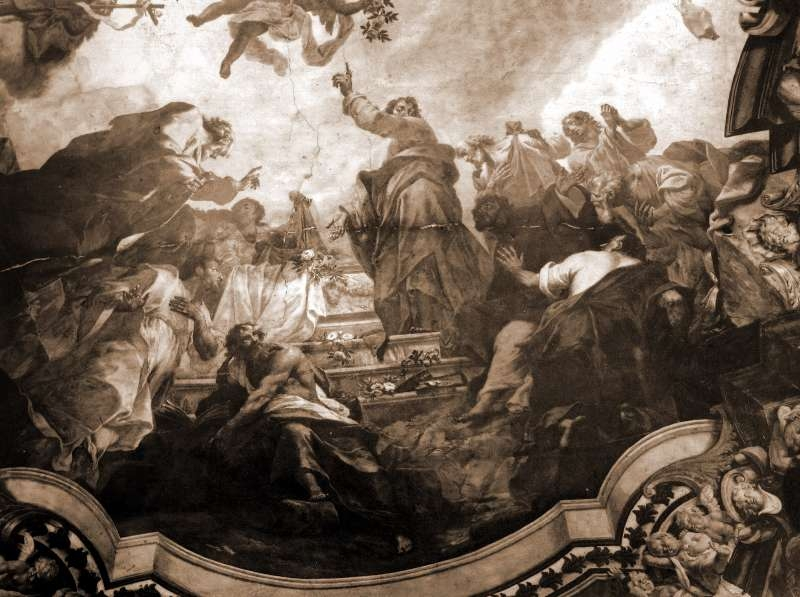
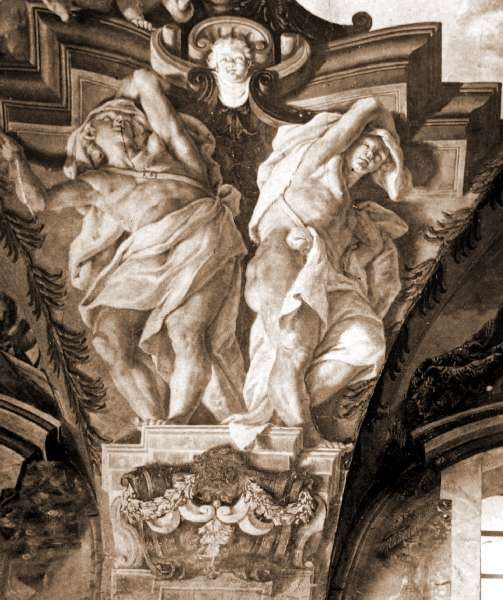
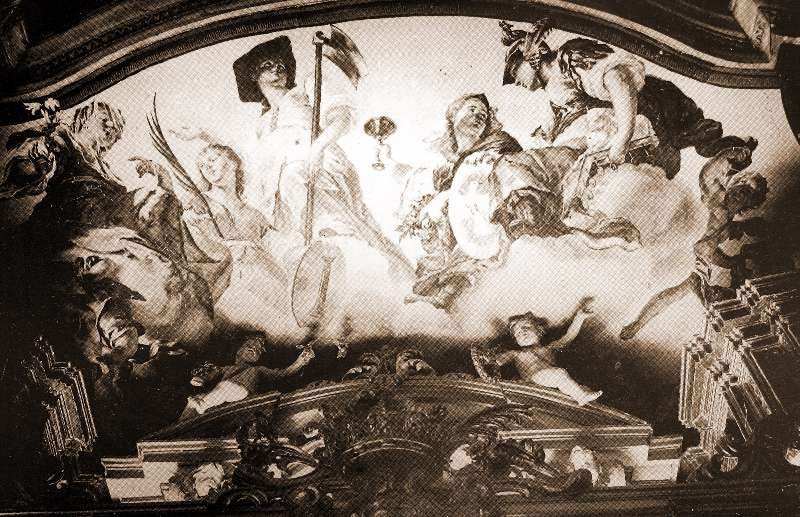
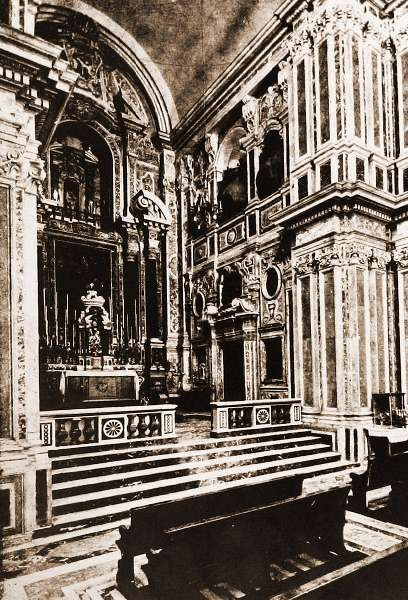
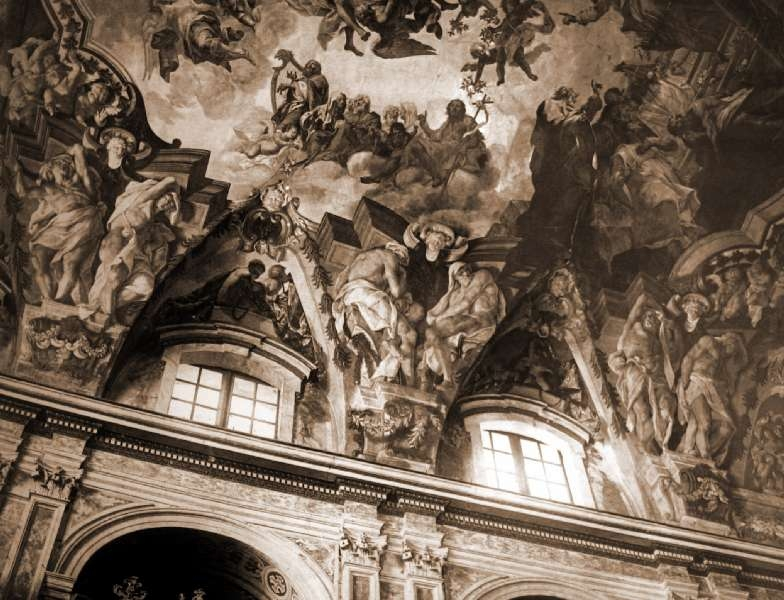